# Карабулин, Николай Михайлович
Николай Михайлович Карабулин (17 ноября 1918 — 5 июля 1943) — командир звена 215-го штурмового авиационного полка 47-й смешанной авиационной дивизии Западного фронта, капитан.

## Биография
Родился 17 ноября 1918 года в деревне Тарханка в крестьянской семье. Русский. Окончив 7 классов и школу ФЗУ, работал токарем на ярославском заводе «Пролетарская свобода». Стахановец.
Окончил Ярославский аэроклуб (1938). В Красной Армии с 1938 года. В 1940 году окончил Сталинградское военное авиационное училище лётчиков.
В боях Великой Отечественной войны с августа 1941 года. Командир звена 215-го штурмового авиационного полка (47-я смешанная авиационная дивизия, Западный фронт) кандидат в члены ВКП(б) лейтенант Николай Карабулин к 16 сентября 1941 года совершил тринадцать успешных боевых вылетов на самолёте Ил-2, уничтожил много живой силы и техники противника, нанеся врагу значительный урон.
Указом Президиума Верховного Совета СССР «О присвоении звания Героя Советского Союза начальствующему и рядовому составу Красной Армии» от 12 апреля 1942 года за «образцовое выполнение боевых заданий командования и проявленные при этом отвагу и геройство» удостоен звания Героя Советского Союза с вручением ордена Ленина и медали «Золотая Звезда» (№ 690).
5 июля 1943 года командир эскадрильи капитан Н. М. Карабулин погиб при выполнении боевого задания.
Похоронен в братской могиле в посёлке Станция Малоархангельск Подгородненского с/п Малоархангельского района Орловской области.
Награждён орденом Ленина, орденами Александра Невского, Отечественной войны 2-й степени.

## Память
- Именем Героя Советского Союза Н. Карабулина названа улица в Красноперекопском районе г. Ярославля.
- Его имя увековечено на мемориальной доске, установленной на здании Ярославского аэроклуба.
- В Ярославском народном музее завода «Пролетарская свобода» есть экспозиция, посвящённая славному земляку.
- Именем героя названа улица в посёлке Станция Малоархангельск Подгородненского с/п Малоархангельского района Орловской области.

## Комментарии
1. ↑  Деревня Тарханка при речке Шемеловка[1] находилась в 24 верстах от Ярославля и относилась к 1-му стану Ярославского уезда Ярославской губернии[2]; не сохранилась, ныне — территория сельского поселения Красный Профинтерн в Некрасовском районе Ярославской области[3].